# 빙엄턴 총기 난사 사건
빙엄턴 총기 난사 사건(Binghamton shooting)에 대한 설명이다.
2009년 4월 3일, 뉴욕주 빙엄턴에 있는 미국시민협회 이민센터에서 총기 난사 사건이 발생했다. 오전 10시 30분경(EDT), 베트남 출신의 중국계 귀화 미국 시민인 41세의 지벌리 안타레스 웡(Jiverly Antares Wong, Jiverly Voong)이 시설에 들어와 13명을 살해하고 4명에게 부상을 입힌 후 자살했다.
이는 뉴욕주에서 단독 총격범이 저지른 최악의 총격 사건이다.

## 같이 보기
- 미국의 총기 난사